# اشندون
اشندون (به انگلیسی: Ashendon) یک روستا و محله مدنی در بریتانیا است که در ایلسبوری ویل واقع شده‌است. اشندون ۲۴۹ نفر جمعیت دارد.